# Zac Williams
Zac Williams (Auckland, 21 de juliol de 1995) és un ciclista de Nova Zelanda, especialista en la pista. Va participar en els Jocs Olímpics de 2016.

## Palmarès en pista
- 2015
  -  Campió d'Oceania en Quilòmetre
- 2016
  -  Campió d'Oceania en Quilòmetre
- 2017
  -  Campió d'Oceania en Quilòmetre
  -  Campió de Nova Zelanda en Quilòmetre
  -  Campió de Nova Zelanda en Velocitat per equips (amb Ethan Mitchell i Sam Webster)